# Llista de medallistes olímpics de boxa
Aquesta és una llista dels medallistes olímpics de boxa:

## Medallistes

### Programa actual

#### Categoria masculina

##### Pes mosca
- - 105 lb/47.6 kg (1904)
- + 112 lb/50.8 kg (1920-1936)
- + 51 kg (1948-1964)
- 48-51 kg (1968-2008)
- 49-52 kg (2012-2020)
- - 51 kg (2024-actualitat)

| Edició               | Or                                   | Argent                               | Bronze                               |
| 1904 St. Louis       | George Finnegan                      | Miles Burke                          | No es concedí                        |
| 1906-1912            | No fou inclòs en el programa olímpic | No fou inclòs en el programa olímpic | No fou inclòs en el programa olímpic |
| 1920 Anvers          | Frankie Genaro                       | Anders Petersen                      | William Cuthbertson                  |
| 1924 París           | Fidel LaBarba                        | James McKenzie                       | Raymond Fee                          |
| 1928 Amsterdam       | Antal Kocsis                         | Armand Apell                         | Carlo Cavagnoli                      |
| 1932 Los Angeles     | István Énekes                        | Francisco Cabañas                    | Louis Salica                         |
| 1936 Berlín          | Willy Kaiser                         | Gavino Matta                         | Louis Laurie                         |
| 1948 Londres         | Pascual Pérez                        | Spartaco Bandinelli                  | Han Soo-Ann                          |
| 1952 Hèlsinki        | Nate Brooks                          | Edgar Basel                          | Anatoli Bulakov                      |
| 1952 Hèlsinki        | Nate Brooks                          | Edgar Basel                          | Willie Toweel                        |
| 1956 Melbourne       | Terence Spinks                       | Mircea Dobrescu                      | John Caldwell                        |
| 1956 Melbourne       | Terence Spinks                       | Mircea Dobrescu                      | René Libeer                          |
| 1960 Roma            | Gyula Török                          | Sergei Sivko                         | Abdel El-Guindi                      |
| 1960 Roma            | Gyula Török                          | Sergei Sivko                         | Kiyoshi Tanabe                       |
| 1964 Tòquio          | Fernando Atzori                      | Artur Olech                          | Robert Carmody                       |
| 1964 Tòquio          | Fernando Atzori                      | Artur Olech                          | Stanislav Sorokin                    |
| 1968 Ciutat de Mèxic | Ricardo Delgado                      | Artur Olech                          | Servílio de Oliveira                 |
| 1968 Ciutat de Mèxic | Ricardo Delgado                      | Artur Olech                          | Leo Rwabwogo                         |
| 1972 Múnic           | Georgi Kostadinov                    | Leo Rwabwogo                         | Leszek Błażyński                     |
| 1972 Múnic           | Georgi Kostadinov                    | Leo Rwabwogo                         | Douglas Rodríguez                    |
| 1976 Mont-real       | Leo Randolph                         | Ramón Duvalón                        | Leszek Błażyński                     |
| 1976 Mont-real       | Leo Randolph                         | Ramón Duvalón                        | David Torosyan                       |
| 1980 Moscou          | Petar Lesov                          | V. Miroshnichenko                    | Hugh Russell                         |
| 1980 Moscou          | Petar Lesov                          | V. Miroshnichenko                    | János Váradi                         |
| 1984 Los Angeles     | Steve McCrory                        | Redzep Redzepovski                   | Ibrahim Bilali                       |
| 1984 Los Angeles     | Steve McCrory                        | Redzep Redzepovski                   | Eyüp Can                             |
| 1988 Seül            | Kim Kwang-Sun                        | Andreas Tews                         | Mario González                       |
| 1988 Seül            | Kim Kwang-Sun                        | Andreas Tews                         | Timofey Skryabin                     |
| 1992 Barcelona       | Choi Chol-Su                         | Raúl González                        | Tim Austin                           |
| 1992 Barcelona       | Choi Chol-Su                         | Raúl González                        | István Kovács                        |
| 1996 Atlanta         | Maikro Romero                        | Bulat Jumadilov                      | Zoltan Lunka                         |
| 1996 Atlanta         | Maikro Romero                        | Bulat Jumadilov                      | Albert Pakeyev                       |
| 2000 Sydney          | Wijan Ponlid                         | Bulat Jumadilov                      | Wladimir Sidorenko                   |
| 2000 Sydney          | Wijan Ponlid                         | Bulat Jumadilov                      | Jérôme Thomas                        |
| 2004 Atenes          | Yuriorkis Gamboa                     | Jérôme Thomas                        | Rustamhodza Rahimov                  |
| 2004 Atenes          | Yuriorkis Gamboa                     | Jérôme Thomas                        | Fuad Aslanov                         |
| 2008 Pequín          | Somjit Jongjohor                     | Andry Laffita                        | Vincenzo Picardi                     |
| 2008 Pequín          | Somjit Jongjohor                     | Andry Laffita                        | Georgy Balakshin                     |
| 2012 Londres         | Robeisy Ramírez                      | N. Tögstsogt                         | Misha Aloyan                         |
| 2012 Londres         | Robeisy Ramírez                      | N. Tögstsogt                         | Michael Conlan                       |
| 2016 Rio             | Shakhobidin Zoirov                   | Vacant                               | Yoel Finol                           |
| 2016 Rio             | Shakhobidin Zoirov                   | Vacant                               | Yoel Finol                           |
| 2020 Tòquio          | Galal Yafai                          | Carlo Paalam                         | Saken Bibossinov                     |
| 2020 Tòquio          | Galal Yafai                          | Carlo Paalam                         | Ryomei Tanaka                        |
| 2024 París           | Hasanboy Dusmatov                    | Billal Bennama                       | Daniel Varela de Pina                |
| 2024 París           | Hasanboy Dusmatov                    | Billal Bennama                       | Junior Alcántara                     |

##### Pes gall
- 105-115 lb/47.6-52.2 kg (1904)
- - 116 lb/52.6 (1908)
- 112-118 lb/50.8-53.5 kg (1920-1928)
- 112-119 lb/50.8-54.0 kg (1932-1936)
- 51-54 kg (1948-2008)
- 52-56 kg (2012-actualitat)

| Edició               | Or                                   | Argent                               | Bronze                               |
| 1904 St. Louis       | Oliver Kirk                          | George Finnegan                      | No es concedí                        |
| 1908 Londres         | Henry Thomas                         | John Condon                          | William Webb                         |
| 1912 Estocolm        | No fou inclòs en el programa olímpic | No fou inclòs en el programa olímpic | No fou inclòs en el programa olímpic |
| 1920 Anvers          | Clarence Walker                      | Clifford Graham                      | George McKenzie                      |
| 1924 París           | William Smith                        | Salvatore Tripoli                    | Jean Ces                             |
| 1928 Amsterdam       | Vittorio Tamagnini                   | John Daley                           | Harry Isaacs                         |
| 1932 Los Angeles     | Horace Gwynne                        | Hans Ziglarski                       | José Villanueva                      |
| 1936 Berlín          | Ulderico Sergo                       | Jack Wilson                          | Fidel Ortiz                          |
| 1948 Londres         | Tibor Csík                           | Giovanni Zuddas                      | Juan Venegas                         |
| 1952 Hèlsinki        | Pentti Hämäläinen                    | John McNally                         | Guennadi Gàrbuzov                    |
| 1952 Hèlsinki        | Pentti Hämäläinen                    | John McNally                         | Kang Joon-Ho                         |
| 1956 Melbourne       | Wolfgang Behrendt                    | Song Soon-Chun                       | Claudio Barrientos                   |
| 1956 Melbourne       | Wolfgang Behrendt                    | Song Soon-Chun                       | Frederick Gilroy                     |
| 1960 Roma            | Oleg Grigoryev                       | Primo Zamparini                      | Brunon Bendig                        |
| 1960 Roma            | Oleg Grigoryev                       | Primo Zamparini                      | Oliver Taylor                        |
| 1964 Tòquio          | Takao Sakurai                        | Chung Shin-Cho                       | Juan Fabila                          |
| 1964 Tòquio          | Takao Sakurai                        | Chung Shin-Cho                       | W. Rodríguez                         |
| 1968 Ciutat de Mèxic | Valerian Sokolov                     | Eridari Mukwanga                     | Chang Kyou-Chul                      |
| 1968 Ciutat de Mèxic | Valerian Sokolov                     | Eridari Mukwanga                     | Eiji Morioka                         |
| 1972 Múnic           | Orlando Martínez                     | Alfonso Zamora                       | Ricardo Carreras                     |
| 1972 Múnic           | Orlando Martínez                     | Alfonso Zamora                       | George Turpin                        |
| 1976 Mont-real       | Gu Yong-Ju                           | Charles Mooney                       | Patrick Cowdell                      |
| 1976 Mont-real       | Gu Yong-Ju                           | Charles Mooney                       | Viktor Rybakov                       |
| 1980 Moscou          | Juan Hernández                       | Bernardo Pinango                     | Michael Anthony                      |
| 1980 Moscou          | Juan Hernández                       | Bernardo Pinango                     | Dumitru Cipere                       |
| 1984 Los Angeles     | Maurizio Stecca                      | Héctor López                         | Pedro Nolasco                        |
| 1984 Los Angeles     | Maurizio Stecca                      | Héctor López                         | Dale Walters                         |
| 1988 Seül            | Kennedy McKinney                     | Aleksandar Hristov                   | Phajol Moolsan                       |
| 1988 Seül            | Kennedy McKinney                     | Aleksandar Hristov                   | Jorge Julio Rocha                    |
| 1992 Barcelona       | Joel Casamayor                       | Wayne McCullough                     | Mohammed Achik                       |
| 1992 Barcelona       | Joel Casamayor                       | Wayne McCullough                     | Li Gwang-Sik                         |
| 1996 Atlanta         | István Kovács                        | Arnaldo Mesa                         | V. Khadpo                            |
| 1996 Atlanta         | István Kovács                        | Arnaldo Mesa                         | R. Malakhbekov                       |
| 2000 Sydney          | Guillermo Rigondeaux                 | R. Malakhbekov                       | Sergey Danilchenko                   |
| 2000 Sydney          | Guillermo Rigondeaux                 | R. Malakhbekov                       | Clarence Vinson                      |
| 2004 Atenes          | Guillermo Rigondeaux                 | Worapoj Petchkoom                    | Aghasi Mammadov                      |
| 2004 Atenes          | Guillermo Rigondeaux                 | Worapoj Petchkoom                    | Bahodirjon Sooltonov                 |
| 2008 Pequín          | Enkhbatyn Badar                      | Yankiel León                         | Bruno Julie                          |
| 2008 Pequín          | Enkhbatyn Badar                      | Yankiel León                         | Veaceslav Gojan                      |
| 2012 Londres         | Luke Campbell                        | John Joe Nevin                       | Lázaro Álvarez                       |
| 2012 Londres         | Luke Campbell                        | John Joe Nevin                       | Satoshi Shimizu                      |
| 2016 Rio             | Robeisy Ramírez                      | Shakur Stevenson                     | Murodjon Akhmadaliev                 |
| 2016 Rio             | Robeisy Ramírez                      | Shakur Stevenson                     | Vladimir Nikitin                     |
| 2020 Tòquio          | Albert Batyrgaziev                   | Duke Ragan                           | Lázaro Álvarez                       |
| 2020 Tòquio          | Albert Batyrgaziev                   | Duke Ragan                           | Samuel Takyi                         |
| 2024 París           | Abdumalik Khalokov                   | Munarbek Seiitbek Uulu               | Javier Ibáñez                        |
| 2024 París           | Abdumalik Khalokov                   | Munarbek Seiitbek Uulu               | Charlie Senior                       |

##### Pes lleuger
- 125-135 lb/56.7-61.2 kg (1904)
- 126-140 lb/57.2-63.5 kg (1908)
- 126-135 lb/57.2-61.2 kg (1920-1936)
- 58-62 kg (1948)
- 57-60 kg (1952-2008)
- 56-60 kg (2012-2020)
- 58–63.5 kg (2024-actualitat)

| Edició               | Or                                   | Argent                               | Bronze                               |
| 1904 St. Louis       | Harry Spanjer                        | Russell van Horn                     | Peter Sturholdt                      |
| 1908 Londres         | Frederick Grace                      | Frederick Spiller                    | Harry Johnson                        |
| 1912 Estocolm        | No fou inclòs en el programa olímpic | No fou inclòs en el programa olímpic | No fou inclòs en el programa olímpic |
| 1920 Anvers          | Samuel Mosberg                       | Gotfred Johansen                     | Clarence Newton                      |
| 1924 París           | Hans Jacob Nielsen                   | Alfredo Copello                      | Frederick Boylstein                  |
| 1928 Amsterdam       | Carlo Orlandi                        | Stephen Halaiko                      | Gunnar Berggren                      |
| 1932 Los Angeles     | Lawrence Stevens                     | Thure Ahlqvist                       | Nathan Bor                           |
| 1936 Berlín          | Imre Harangi                         | Nikolai Stepulov                     | Erik Ågren                           |
| 1948 Londres         | Gerald Dreyer                        | Joseph Vissers                       | Svend Wad                            |
| 1952 Hèlsinki        | Aureliano Bolognesi                  | Aleksy Antkiewicz                    | Gheorghe Fiat                        |
| 1952 Hèlsinki        | Aureliano Bolognesi                  | Aleksy Antkiewicz                    | Erkki Pakkanen                       |
| 1956 Melbourne       | Dick McTaggart                       | Harry Kurschat                       | Anthony Byrne                        |
| 1956 Melbourne       | Dick McTaggart                       | Harry Kurschat                       | Anatoly Lagetko                      |
| 1960 Roma            | Kazimierz Paździor                   | Sandro Lopopolo                      | Abel Laudonio                        |
| 1960 Roma            | Kazimierz Paździor                   | Sandro Lopopolo                      | Dick McTaggart                       |
| 1964 Tòquio          | Józef Grudzień                       | Velikton Barannikov                  | Ronald Allen Harris                  |
| 1964 Tòquio          | Józef Grudzień                       | Velikton Barannikov                  | Jim McCourt                          |
| 1968 Ciutat de Mèxic | Ronald W. Harris                     | Józef Grudzień                       | Calistrat Cutov                      |
| 1968 Ciutat de Mèxic | Ronald W. Harris                     | Józef Grudzień                       | Zvonimir Vujin                       |
| 1972 Múnic           | Jan Szczepański                      | László Orbán                         | Samuel Mbugua                        |
| 1972 Múnic           | Jan Szczepański                      | László Orbán                         | Alfonso Pérez                        |
| 1976 Mont-real       | Howard Davis                         | Simion Cutov                         | Ace Rusevski                         |
| 1976 Mont-real       | Howard Davis                         | Simion Cutov                         | Vassily Solomin                      |
| 1980 Moscou          | Ángel Herrera                        | Viktor Demyanenko                    | Kazimierz Adach                      |
| 1980 Moscou          | Ángel Herrera                        | Viktor Demyanenko                    | Richard Nowakowski                   |
| 1984 Los Angeles     | Pernell Whitaker                     | Luís Ortiz                           | Chun Chil-Sung                       |
| 1984 Los Angeles     | Pernell Whitaker                     | Luís Ortiz                           | Martin Ndongo                        |
| 1988 Seül            | Andreas Zülow                        | George Cramne                        | Romallis Ellis                       |
| 1988 Seül            | Andreas Zülow                        | George Cramne                        | Nergüin Enkhbat                      |
| 1992 Barcelona       | Óscar de la Hoya                     | Marco Rudolph                        | Namjilyn Bayarsaikhan                |
| 1992 Barcelona       | Óscar de la Hoya                     | Marco Rudolph                        | Hong Sung-Sik                        |
| 1996 Atlanta         | Hocine Soltani                       | Tontcho Tontchev                     | Terrance Cauthen                     |
| 1996 Atlanta         | Hocine Soltani                       | Tontcho Tontchev                     | Leonard Doroftei                     |
| 2000 Sydney          | Mario Kindelán                       | Andreas Kotelnik                     | Cristián Bejarano                    |
| 2000 Sydney          | Mario Kindelán                       | Andreas Kotelnik                     | Alexander Maletin                    |
| 2004 Atenes          | Mario Kindelán                       | Amir Khan                            | Murat Khrachev                       |
| 2004 Atenes          | Mario Kindelán                       | Amir Khan                            | Serik Yeleuov                        |
| 2008 Pequín          | Aleksei Tishchenko                   | Daouda Sow                           | Hrachik Javakhyan                    |
| 2008 Pequín          | Aleksei Tishchenko                   | Daouda Sow                           | Yordenis Ugás                        |
| 2012 Londres         | Vasyl Lomachenko                     | Han Soon-Chul                        | Evaldas Petrauskas                   |
| 2012 Londres         | Vasyl Lomachenko                     | Han Soon-Chul                        | Yasniel Toledo                       |
| 2016 Rio             | Robson Conceição                     | Sofiane Oumiha                       | Lázaro Álvarez                       |
| 2016 Rio             | Robson Conceição                     | Sofiane Oumiha                       | D. Otgondalai                        |
| 2020 Tòquio          | Andy Cruz                            | Keyshawn Davis                       | Harry Garside                        |
| 2020 Tòquio          | Andy Cruz                            | Keyshawn Davis                       | Hovhannes Bachkov                    |
| 2024 París           | Erislandy Álvarez                    | Sofiane Oumiha                       | Wyatt Sanford                        |
| 2024 París           | Erislandy Álvarez                    | Sofiane Oumiha                       | Lasha Guruli                         |

##### Pes wèlter
- 135-145 lb/61.2-65.8 kg (1904)
- 135-147 lb/61.2-66.7 kg (1920-1936)
- 62-67 kg (1948)
- 63.5-67 kg (1952-2000)
- 64-69 kg (2004-2020)
- 64–71 kg (2024-actualitat)

| Edició               | Or                                   | Argent                               | Bronze                               |
| 1904 St. Louis       | Albert Young                         | Harry Spanjer                        | Joseph Lydon                         |
| 1908-1912            | No fou inclòs en el programa olímpic | No fou inclòs en el programa olímpic | No fou inclòs en el programa olímpic |
| 1920 Anvers          | Bert Schneider                       | Alexander Ireland                    | Frederick Colberg                    |
| 1924 París           | Jean Delarge                         | Héctor Méndez                        | Douglas Lewis                        |
| 1928 Amsterdam       | Ted Morgan                           | Raúl Landini                         | Raymond Smillie                      |
| 1932 Los Angeles     | Edward Flynn                         | Erich Campe                          | Bruno Ahlberg                        |
| 1936 Berlín          | Sten Suvio                           | Michael Murach                       | Gerhard Pedersen                     |
| 1948 Londres         | Július Torma                         | Horace Herring                       | Alessandro D'Ottavio                 |
| 1952 Hèlsinki        | Zygmunt Chychła                      | Sergei Scherbakov                    | Günther Heidemann                    |
| 1952 Hèlsinki        | Zygmunt Chychła                      | Sergei Scherbakov                    | Victor Jörgensen                     |
| 1956 Melbourne       | Nicolae Linca                        | Frederick Tiedt                      | Nicholas Gargano                     |
| 1956 Melbourne       | Nicolae Linca                        | Frederick Tiedt                      | Kevin Hogarth                        |
| 1960 Roma            | Giovanni Benvenuti                   | Yuri Radonyak                        | Leszek Drogosz                       |
| 1960 Roma            | Giovanni Benvenuti                   | Yuri Radonyak                        | Jimmy Lloyd                          |
| 1964 Tòquio          | Marian Kasprzyk                      | Ričardas Tamulis                     | Silvano Bertini                      |
| 1964 Tòquio          | Marian Kasprzyk                      | Ričardas Tamulis                     | Pertti Purhonen                      |
| 1968 Ciutat de Mèxic | Manfred Wolke                        | Joseph Bessala                       | Mario Guilloti                       |
| 1968 Ciutat de Mèxic | Manfred Wolke                        | Joseph Bessala                       | Vladimir Musalimov                   |
| 1972 Múnic           | Emilio Correa                        | János Kajdi                          | Dick Murunga                         |
| 1972 Múnic           | Emilio Correa                        | János Kajdi                          | Jesse Valdez                         |
| 1976 Mont-real       | Jochen Bachfeld                      | Pedro Gamarro                        | Reinhard Skricek                     |
| 1976 Mont-real       | Jochen Bachfeld                      | Pedro Gamarro                        | Victor Zilberman                     |
| 1980 Moscou          | Andrés Aldama                        | John Mugabi                          | Karl-Heinz Krüger                    |
| 1980 Moscou          | Andrés Aldama                        | John Mugabi                          | Kazimierz Szczerba                   |
| 1984 Los Angeles     | Mark Breland                         | An Young-Su                          | Luciano Bruno                        |
| 1984 Los Angeles     | Mark Breland                         | An Young-Su                          | Joni Nyman                           |
| 1988 Seül            | Robert Wangila                       | Laurent Boudouani                    | Jan Dydak                            |
| 1988 Seül            | Robert Wangila                       | Laurent Boudouani                    | Kenneth Gould                        |
| 1992 Barcelona       | Michael Carruth                      | Juan Hernández                       | Aníbal Acevedo                       |
| 1992 Barcelona       | Michael Carruth                      | Juan Hernández                       | Arkhom Chenglai                      |
| 1996 Atlanta         | Oleg Saitov                          | Juan Hernández                       | Daniel Santos                        |
| 1996 Atlanta         | Oleg Saitov                          | Juan Hernández                       | Marian Simion                        |
| 2000 Sydney          | Oleg Saitov                          | Sergey Dotsenko                      | Vitalie Gruşac                       |
| 2000 Sydney          | Oleg Saitov                          | Sergey Dotsenko                      | Dorel Simion                         |
| 2004 Atenes          | Bakhtiyar Artayev                    | Lorenzo Aragón                       | Kim Jung-Joo                         |
| 2004 Atenes          | Bakhtiyar Artayev                    | Lorenzo Aragón                       | Oleg Saitov                          |
| 2008 Pequín          | Bakhtiyar Artayev                    | Carlos Banteaux                      | Hanati Silamu                        |
| 2008 Pequín          | Bakhtiyar Artayev                    | Carlos Banteaux                      | Kim Jung-Joo                         |
| 2012 Londres         | Serik Sapiyev                        | Fred Evans                           | Taras Shelestyuk                     |
| 2012 Londres         | Serik Sapiyev                        | Fred Evans                           | Andrey Zamkovoy                      |
| 2016 Rio             | Daniyar Yeleussinov                  | Shakhram Giyasov                     | Souleymane Cissokho                  |
| 2016 Rio             | Daniyar Yeleussinov                  | Shakhram Giyasov                     | Mohammed Rabii                       |
| 2020 Tòquio          | Roniel Iglesias                      | Pat McCormack                        | Andrey Zamkovoy                      |
| 2020 Tòquio          | Roniel Iglesias                      | Pat McCormack                        | Aidan Walsh                          |
| 2024 París           | Asadkhuja Muydinkhujaev              | Marco Verde                          | Omari Jones                          |
| 2024 París           | Asadkhuja Muydinkhujaev              | Marco Verde                          | Lewis Richardson                     |

##### Pes mitjà
- 145-158 lb/65.8-71.7 kg (1904)
- 140-158 lb/63.5-71.7 kg (1908)
- 147-160 lb/66.7-72.6 kg (1920-1936)
- 67-73 kg (1948)
- 71-75 kg (1952-2000)
- 69-75 kg (2004-actualitat)

| Edició               | Or                                   | Argent                               | Bronze                               |
| 1904 St. Louis       | Charles Mayer                        | Benjamin Spradley                    | No es concedí                        |
| 1908 Londres         | John Douglas                         | Reginald Baker                       | William Philo                        |
| 1912 Estocolm        | No fou inclòs en el programa olímpic | No fou inclòs en el programa olímpic | No fou inclòs en el programa olímpic |
| 1920 Anvers          | Harry Mallin                         | G. Prud'Homme                        | Moe Herscovitch                      |
| 1924 París           | Harry Mallin                         | John Elliott                         | Joseph Beecken                       |
| 1928 Amsterdam       | Piero Toscani                        | Jan Heřmánek                         | Leonard Steyaert                     |
| 1932 Los Angeles     | Carmen Barth                         | Amado Azar                           | Ernest Peirce                        |
| 1936 Berlín          | Jean Despeaux                        | Henry Tiller                         | Raúl Villareal                       |
| 1948 Londres         | László Papp                          | John Wright                          | Ivano Fontana                        |
| 1952 Hèlsinki        | Floyd Patterson                      | Vasile Tiţǎ                          | Boris Nikolov                        |
| 1952 Hèlsinki        | Floyd Patterson                      | Vasile Tiţǎ                          | Stig Sjölin                          |
| 1956 Melbourne       | Gennadiy Shatkov                     | Ramón Tapia                          | Gilbert Chapron                      |
| 1956 Melbourne       | Gennadiy Shatkov                     | Ramón Tapia                          | Víctor Zalazar                       |
| 1960 Roma            | Eddie Crook                          | Tadeusz Walasek                      | Yevgeny Feofanov                     |
| 1960 Roma            | Eddie Crook                          | Tadeusz Walasek                      | Ion Monea                            |
| 1964 Tòquio          | Valeri Popenchenko                   | Emil Schulz                          | Franco Valle                         |
| 1964 Tòquio          | Valeri Popenchenko                   | Emil Schulz                          | Tadeusz Walasek                      |
| 1968 Ciutat de Mèxic | Chris Finnegan                       | Aleksei Kiselyov                     | Alfred Jones                         |
| 1968 Ciutat de Mèxic | Chris Finnegan                       | Aleksei Kiselyov                     | Agustín Zaragoza                     |
| 1972 Múnic           | Vyacheslav Lemeshev                  | Reima Virtanen                       | Prince Amartey                       |
| 1972 Múnic           | Vyacheslav Lemeshev                  | Reima Virtanen                       | Marvin Johnson                       |
| 1976 Mont-real       | Michael Spinks                       | Rufat Riskiyev                       | Luís Martínez                        |
| 1976 Mont-real       | Michael Spinks                       | Rufat Riskiyev                       | Alec Nastac                          |
| 1980 Moscou          | José Gómez                           | Viktor Savchenko                     | Jerzy Rybicki                        |
| 1980 Moscou          | José Gómez                           | Viktor Savchenko                     | Valentin Silaghi                     |
| 1984 Los Angeles     | Shin Joon-Sup                        | Virgil Hill                          | Aristides González                   |
| 1984 Los Angeles     | Shin Joon-Sup                        | Virgil Hill                          | Mohamed Zaoui                        |
| 1988 Seül            | Henry Maske                          | Egerton Marcus                       | Chris Sande                          |
| 1988 Seül            | Henry Maske                          | Egerton Marcus                       | Hussain Syed                         |
| 1992 Barcelona       | Ariel Hernández                      | Chris Byrd                           | Chris Johnson                        |
| 1992 Barcelona       | Ariel Hernández                      | Chris Byrd                           | Lee Seung-Bae                        |
| 1996 Atlanta         | Ariel Hernández                      | Malik Beyleroglu                     | Mohamed Bahari                       |
| 1996 Atlanta         | Ariel Hernández                      | Malik Beyleroglu                     | Rhoshii Wells                        |
| 2000 Sydney          | Jorge Gutiérrez                      | G. Gaydarbekov                       | Vugar Alakbarov                      |
| 2000 Sydney          | Jorge Gutiérrez                      | G. Gaydarbekov                       | Zsolt Erdei                          |
| 2004 Atenes          | Gaydarbek Gaydarbekov                | Guennadi Golovkin                    | P. Suriya                            |
| 2004 Atenes          | Gaydarbek Gaydarbekov                | Guennadi Golovkin                    | Andre Dirrell                        |
| 2008 Pequín          | James DeGale                         | Emilio Correa                        | Darren Sutherland                    |
| 2008 Pequín          | James DeGale                         | Emilio Correa                        | Vijender Kumar                       |
| 2012 Londres         | Ryota Murata                         | Esquiva Florentino                   | Abbos Atoev                          |
| 2012 Londres         | Ryota Murata                         | Esquiva Florentino                   | Anthony Ogogo                        |
| 2016 Rio             | Arlen López                          | Bektemir Melikuziev                  | Misael Rodríguez                     |
| 2016 Rio             | Arlen López                          | Bektemir Melikuziev                  | Kamran Shakhsuvarly                  |
| 2020 Tòquio          | Hebert Conceição                     | Oleksandr Khyzhniak                  | Gleb Bakshi                          |
| 2020 Tòquio          | Hebert Conceição                     | Oleksandr Khyzhniak                  | Eumir Marcial                        |
| 2024 París           | Oleksandr Khyzhniak                  | Nurbek Oralbay                       | Cristian Javier Pinales              |
| 2024 París           | Oleksandr Khyzhniak                  | Nurbek Oralbay                       | Arlen López                          |

##### Pes pesant
- + 158 lb/71.7 kg (1904-1908)
- + 175 lb/79.4 kg (1920-1936)
- + 80 kg (1948)
- + 81 kg (1952-1980)
- 81-91 kg (1984-actualitat)

| Edició               | Or                                   | Argent                               | Bronze                               |
| 1904 St. Louis       | Samuel Berger                        | Charles Mayer                        | William Michaels                     |
| 1908 Londres         | Albert Oldman                        | Sydney Evans                         | Frank Parks                          |
| 1912 Estocolm        | No fou inclòs en el programa olímpic | No fou inclòs en el programa olímpic | No fou inclòs en el programa olímpic |
| 1920 Anvers          | Ronald Rawson                        | Søren Petersen                       | Albert Eluère                        |
| 1924 París           | Otto von Porat                       | Søren Petersen                       | Alfredo Porzio                       |
| 1928 Amsterdam       | Arturo Rodríguez                     | Nils Ramm                            | Michael Michaelsen                   |
| 1932 Los Angeles     | Santiago Lovell                      | Luigi Rovati                         | Frederick Feary                      |
| 1936 Berlín          | Herbert Runge                        | Guillermo Lovell                     | Erling Nilsen                        |
| 1948 Londres         | Rafael Iglesias                      | Gunnar Nilsson                       | John Arthur                          |
| 1952 Hèlsinki        | Ed Sanders                           | Ingemar Johansson                    | Ilkka Koski                          |
| 1952 Hèlsinki        | Ed Sanders                           | Ingemar Johansson                    | Andries Nieman                       |
| 1956 Melbourne       | Peter Rademacher                     | Lev Mukhin                           | Daniel Bekker                        |
| 1956 Melbourne       | Peter Rademacher                     | Lev Mukhin                           | Giacomo Bozzano                      |
| 1960 Roma            | Franco De Piccoli                    | Daniel Bekker                        | Josef Nemec                          |
| 1960 Roma            | Franco De Piccoli                    | Daniel Bekker                        | Günter Siegmund                      |
| 1964 Tòquio          | Joe Frazier                          | Hans Huber                           | Giuseppe Ros                         |
| 1964 Tòquio          | Joe Frazier                          | Hans Huber                           | Vadim Yemelyanov                     |
| 1968 Ciutat de Mèxic | George Foreman                       | Jonas Čepulis                        | Giorgio Bambini                      |
| 1968 Ciutat de Mèxic | George Foreman                       | Jonas Čepulis                        | Joaquín Rocha                        |
| 1972 Múnic           | Teófilo Stevenson                    | Ion Alexe                            | Peter Hussing                        |
| 1972 Múnic           | Teófilo Stevenson                    | Ion Alexe                            | Hasse Thomsén                        |
| 1976 Mont-real       | Teófilo Stevenson                    | Mircea Simon                         | Clarence Hill                        |
| 1976 Mont-real       | Teófilo Stevenson                    | Mircea Simon                         | John Tate                            |
| 1980 Moscou          | Teófilo Stevenson                    | Pyotr Zayev                          | Jürgen Fanghänel                     |
| 1980 Moscou          | Teófilo Stevenson                    | Pyotr Zayev                          | István Lévai                         |
| 1984 Los Angeles     | Henry Tillman                        | Willie DeWit                         | Angelo Musone                        |
| 1984 Los Angeles     | Henry Tillman                        | Willie DeWit                         | Arnold Vanderlyde                    |
| 1988 Seül            | Ray Mercer                           | Baik Hyun-Man                        | Andrzej Gołota                       |
| 1988 Seül            | Ray Mercer                           | Baik Hyun-Man                        | Arnold Vanderlyde                    |
| 1992 Barcelona       | Félix Savón                          | David Izonritei                      | David Tua                            |
| 1992 Barcelona       | Félix Savón                          | David Izonritei                      | Arnold Vanderlyde                    |
| 1996 Atlanta         | Félix Savón                          | David Defiagbon                      | Nate Jones                           |
| 1996 Atlanta         | Félix Savón                          | David Defiagbon                      | Luan Krasniqi                        |
| 2000 Sydney          | Félix Savón                          | Sultan Ibragimov                     | Vladimer Chanturia                   |
| 2000 Sydney          | Félix Savón                          | Sultan Ibragimov                     | Sebastian Köber                      |
| 2004 Atenes          | Odlanier Solís                       | Viktar Zuyev                         | Mohamed Elsayed                      |
| 2004 Atenes          | Odlanier Solís                       | Viktar Zuyev                         | Naser Al Shami                       |
| 2008 Pequín          | Rakhim Chakkhiev                     | Clemente Russo                       | Osmay Acosta                         |
| 2008 Pequín          | Rakhim Chakkhiev                     | Clemente Russo                       | Deontay Wilder                       |
| 2012 Londres         | Oleksandr Usyk                       | Clemente Russo                       | Teymur Mammadov                      |
| 2012 Londres         | Oleksandr Usyk                       | Clemente Russo                       | Tervel Pulev                         |
| 2016 Rio             | Evgeny Tishchenko                    | Vasiliy Levit                        | Erislandy Savón                      |
| 2016 Rio             | Evgeny Tishchenko                    | Vasiliy Levit                        | Rustam Tulaganov                     |
| 2020 Tòquio          | Julio César La Cruz                  | Muslim Gadzhimagomedov               | Abner Teixeira                       |
| 2020 Tòquio          | Julio César La Cruz                  | Muslim Gadzhimagomedov               | David Nyika                          |
| 2024 París           | Lazizbek Mullojonov                  | Loren Alfonso                        | Enmanuel Reyes                       |
| 2024 París           | Lazizbek Mullojonov                  | Loren Alfonso                        | Davlat Boltaev                       |

##### Pes superpesant
- 91 kg (1984-2020)
- +92 kg (2024-actualitat)

| Edició           | Or                 | Argent             | Bronze                       |
| 1984 Los Angeles | Tyrell Biggs       | Francesco Damiani  | Aziz Salihu                  |
| 1984 Los Angeles | Tyrell Biggs       | Francesco Damiani  | Robert Wells                 |
| 1988 Seül        | Lennox Lewis       | Riddick Bowe       | Janusz Zarenkiewicz          |
| 1988 Seül        | Lennox Lewis       | Riddick Bowe       | A. Miroshnichenko            |
| 1992 Barcelona   | Roberto Balado     | Richard Igbineghu  | Svilen Rusinov               |
| 1992 Barcelona   | Roberto Balado     | Richard Igbineghu  | Brian Nielsen                |
| 1996 Atlanta     | Vladímir Klitxkó   | Paea Wolfgram      | Alexei Lezin                 |
| 1996 Atlanta     | Vladímir Klitxkó   | Paea Wolfgram      | Duncan Dokiwari              |
| 2000 Sydney      | Audley Harrison    | M. Dildabekov      | Paolo Vidoz                  |
| 2000 Sydney      | Audley Harrison    | M. Dildabekov      | Rustam Saidov                |
| 2004 Atenes      | Aleksandr Povetkin | Mohamed Aly        | Michel Lopez Nuñez           |
| 2004 Atenes      | Aleksandr Povetkin | Mohamed Aly        | Roberto Cammarelle           |
| 2008 Pequín      | Roberto Cammarelle | Zhang Zhilei       | Vyacheslav Glazkov           |
| 2008 Pequín      | Roberto Cammarelle | Zhang Zhilei       | David Price                  |
| 2012 Londres     | Anthony Joshua     | Roberto Cammarelle | Ivan Dychko                  |
| 2012 Londres     | Anthony Joshua     | Roberto Cammarelle | M. Majidov                   |
| 2016 Rio         | Tony Yoka          | Joe Joyce          | Ivan Dychko                  |
| 2016 Rio         | Tony Yoka          | Joe Joyce          | Filip Hrgović                |
| 2020 Tòquio      | Bakhodir Jalolov   | Richard Torrez     | Frazer Clarke                |
| 2020 Tòquio      | Bakhodir Jalolov   | Richard Torrez     | Kamshybek Kunkabayev         |
| 2024 París       | Bakhodir Jalolov   | Ayoub Ghadfa       | Nelvie Tiafack               |
| 2024 París       | Bakhodir Jalolov   | Ayoub Ghadfa       | Djamili-Dini Aboudou Moindze |

#### Categoria femenina

##### Pes mosca
| Games        | Or              | Plata              | Bronze          |
| 2012 Londres | Nicola Adams    | Ren Cancan         | Marlen Esparza  |
| 2012 Londres | Nicola Adams    | Ren Cancan         | Mary Kom        |
| 2016 Rio     | Nicola Adams    | Sarah Ourahmoune   | Ren Cancan      |
| 2016 Rio     | Nicola Adams    | Sarah Ourahmoune   | Ingrit Valencia |
| 2020 Tòquio  | Stoyka Krasteva | Buse Naz Çakıroğlu | Tsukimi Namiki  |
| 2020 Tòquio  | Stoyka Krasteva | Buse Naz Çakıroğlu | Huang Hsiao-wen |
| 2024 París   | Wu Yu           | Buse Naz Çakıroğlu | Nazym Kyzaibay  |
| 2024 París   | Wu Yu           | Buse Naz Çakıroğlu | Aira Villegas   |

##### Pes ploma
| Games       | Or          | Plata           | Bronze              |
| 2020 Tòquio | Sena Irie   | Nesthy Petecio  | Karriss Artingstall |
| 2020 Tòquio | Sena Irie   | Nesthy Petecio  | Irma Testa          |
| 2024 París  | Lin Yu-ting | Julia Szeremeta | Nesthy Petecio      |
| 2024 París  | Lin Yu-ting | Julia Szeremeta | Esra Yıldız         |

##### Pes lleuger
| Games        | Or                | Plata            | Bronze              |
| 2012 Londres | Katie Taylor      | Sofya Ochigava   | Adriana Araujo      |
| 2012 Londres | Katie Taylor      | Sofya Ochigava   | Mavzuna Chorieva    |
| 2016 Rio     | Estelle Mossely   | Yin Junhua       | Anastasia Belyakova |
| 2016 Rio     | Estelle Mossely   | Yin Junhua       | Mira Potkonen       |
| 2020 Tòquio  | Kellie Harrington | Beatriz Ferreira | Sudaporn Seesondee  |
| 2020 Tòquio  | Kellie Harrington | Beatriz Ferreira | Mira Potkonen       |
| 2024 París   | Kellie Harrington | Yang Wenlu       | Beatriz Ferreira    |
| 2024 París   | Kellie Harrington | Yang Wenlu       | Wu Shih-yi          |

##### Pes wèlter
| Games       | Or                | Plata    | Bronze               |
| 2020 Tòquio | Busenaz Sürmeneli | Gu Hong  | Lovlina Borgohain    |
| 2020 Tòquio | Busenaz Sürmeneli | Gu Hong  | Oshae Jones          |
| 2024 París  | Imane Khelif      | Yang Liu | Chen Nien-chin       |
| 2024 París  | Imane Khelif      | Yang Liu | Janjaem Suwannapheng |

##### Pes mitjà
| Games        | Or               | Plata           | Bronze                |
| 2012 Londres | Claressa Shields | Sofya Ochigava  | Li Jinzi              |
| 2012 Londres | Claressa Shields | Sofya Ochigava  | Marina Volnova        |
| 2016 Rio     | Claressa Shields | Nouchka Fontijn | Li Qian               |
| 2016 Rio     | Claressa Shields | Nouchka Fontijn | Dariga Shakimova      |
| 2020 Tòquio  | Lauren Price     | Li Qian         | Nouchka Fontijn       |
| 2020 Tòquio  | Lauren Price     | Li Qian         | Zemfira Magomedalieva |
| 2024 París   | Li Qian          | Atheyna Bylon   | Cindy Ngamba          |
| 2024 París   | Li Qian          | Atheyna Bylon   | Caitlin Parker        |

### Programa eliminat

#### Categoria masculina

##### Pes minimosca
- + 48 kg (1968-2008)
- + 49 kg (2012-2016)

| Edició               | Or                  | Argent            | Bronze            |
| 1968 Ciutat de Mèxic | Francisco Rodríguez | Jee Yong-Ju       | Harlan Marbley    |
| 1968 Ciutat de Mèxic | Francisco Rodríguez | Jee Yong-Ju       | Hubert Skrzypczak |
| 1972 Múnic           | György Gedó         | Kim U-Gil         | Ralph Evans       |
| 1972 Múnic           | György Gedó         | Kim U-Gil         | Enrique Rodríguez |
| 1976 Mont-real       | Jorge Hernández     | Lee Byong-Uk      | Orlando Maldonado |
| 1976 Mont-real       | Jorge Hernández     | Lee Byong-Uk      | Payao Pooltarat   |
| 1980 Moscou          | Shamil Sabirov      | Hipólito Ramos    | Ismail Mustafov   |
| 1980 Moscou          | Shamil Sabirov      | Hipólito Ramos    | Lee Byong-Uk      |
| 1984 Los Angeles     | Paul Gonzales       | Salvatore Todisco | Marcelino Bolivar |
| 1984 Los Angeles     | Paul Gonzales       | Salvatore Todisco | Keith Mwila       |
| 1988 Seül            | Ivailo Marinov      | Michael Carbajal  | Róbert Isaszegi   |
| 1988 Seül            | Ivailo Marinov      | Michael Carbajal  | Leopoldo Serantes |
| 1992 Barcelona       | Rogelio Marcelo     | Daniel Petrov     | Jan Quast         |
| 1992 Barcelona       | Rogelio Marcelo     | Daniel Petrov     | Roel Velasco      |
| 1996 Atlanta         | Daniel Petrov       | Mansueto Velasco  | Oleg Kiryukhin    |
| 1996 Atlanta         | Daniel Petrov       | Mansueto Velasco  | Rafael Lozano     |
| 2000 Sydney          | Brahim Asloum       | Rafael Lozano     | Kim Un-Chol       |
| 2000 Sydney          | Brahim Asloum       | Rafael Lozano     | Maikro Romero     |
| 2004 Atenes          | Yan Varela          | A. Yalçinkaya     | Zou Shiming       |
| 2004 Atenes          | Yan Varela          | A. Yalçinkaya     | Sergey Kazakov    |
| 2008 Pequín          | Zou Shiming         | P. Serdamba       | Paddy Barnes      |
| 2008 Pequín          | Zou Shiming         | P. Serdamba       | Yampier Hernández |
| 2012 Londres         | Zou Shiming         | Kaeo Pongprayoon  | David Ayrapetyan  |
| 2012 Londres         | Zou Shiming         | Kaeo Pongprayoon  | Paddy Barnes      |
| 2016 Rio             | Hasanboy Dusmatov   | Yuberjén Martínez | Joahnys Argilagos |
| 2016 Rio             | Hasanboy Dusmatov   | Yuberjén Martínez | Nico Hernández    |

##### Pes ploma
- 115-125 lb/52.2-56.7 kg (1904)
- 116-126 lb/52.6-57.2 kg (1908)
- 118-126 lb/53.5-57.2 kg (1920-1928)
- 119-126 lb/54.0-57.2 kg (1932-1936)
- 54-58 kg (1948)
- 54-57 kg (1952-2008)

| Edició               | Or                                   | Argent                               | Bronze                               |
| 1904 St. Louis       | Oliver Kirk                          | Frank Haller                         | Frederick Gilmore                    |
| 1908 Londres         | Richard Gunn                         | Charles Morris                       | Hugh Roddin                          |
| 1912 Estocolm        | No fou inclòs en el programa olímpic | No fou inclòs en el programa olímpic | No fou inclòs en el programa olímpic |
| 1920 Anvers          | Paul Fritsch                         | Jean Gachet                          | Edoardo Garzena                      |
| 1924 París           | Jackie Fields                        | Joseph Salas                         | Pedro Quartucci                      |
| 1928 Amsterdam       | Bep van Klaveren                     | Víctor Peralta                       | Harold Devine                        |
| 1932 Los Angeles     | Carmelo Robledo                      | Josef Schleinkofer                   | Allan Carlsson                       |
| 1936 Berlín          | Oscar Casanovas                      | Charles Catterall                    | Josef Miner                          |
| 1948 Londres         | Ernesto Formenti                     | Dennis Shepherd                      | Aleksy Antkiewicz                    |
| 1952 Hèlsinki        | Ján Zachara                          | Sergio Caprari                       | Leonard Leisching                    |
| 1952 Hèlsinki        | Ján Zachara                          | Sergio Caprari                       | Joseph Ventaja                       |
| 1956 Melbourne       | Vladimir Safronov                    | Thomas Nicholls                      | Pentti Hämäläinen                    |
| 1956 Melbourne       | Vladimir Safronov                    | Thomas Nicholls                      | Henryk Niedžwiedzki                  |
| 1960 Roma            | Francesco Musso                      | Jerzy Adamski                        | Jorma Limmonen                       |
| 1960 Roma            | Francesco Musso                      | Jerzy Adamski                        | William Meyers                       |
| 1964 Tòquio          | S. Stepashkin                        | Anthony Villanueva                   | Charles Brown                        |
| 1964 Tòquio          | S. Stepashkin                        | Anthony Villanueva                   | Heinz Schulz                         |
| 1968 Ciutat de Mèxic | Antonio Roldán                       | Alberto Robinson                     | Ivan Mihailov                        |
| 1968 Ciutat de Mèxic | Antonio Roldán                       | Alberto Robinson                     | Philip Waruinge                      |
| 1972 Múnic           | Boris Kuznetsov                      | Philip Waruinge                      | András Botos                         |
| 1972 Múnic           | Boris Kuznetsov                      | Philip Waruinge                      | Clemente Rojas                       |
| 1976 Mont-real       | Ángel Herrera                        | R. Nowakowski                        | Leszek Kosedowski                    |
| 1976 Mont-real       | Ángel Herrera                        | R. Nowakowski                        | Juan Paredes                         |
| 1980 Moscou          | Rudi Fink                            | Adolfo Horta                         | Krzysztof Kosedowski                 |
| 1980 Moscou          | Rudi Fink                            | Adolfo Horta                         | Viktor Rybakov                       |
| 1984 Los Angeles     | Meldrick Taylor                      | P. Konyegwachie                      | Türgüt Aykaç                         |
| 1984 Los Angeles     | Meldrick Taylor                      | P. Konyegwachie                      | Omar Catari                          |
| 1988 Seül            | Giovanni Parisi                      | Daniel Dumitrescu                    | Abdelhak Achik                       |
| 1988 Seül            | Giovanni Parisi                      | Daniel Dumitrescu                    | Lee Jae-Hyuk                         |
| 1992 Barcelona       | Andreas Tews                         | Faustino Reyes                       | Ramaz Paliani                        |
| 1992 Barcelona       | Andreas Tews                         | Faustino Reyes                       | Hocine Soltani                       |
| 1996 Atlanta         | Somluck Kamsing                      | Serafim Todorov                      | Pablo Chacón                         |
| 1996 Atlanta         | Somluck Kamsing                      | Serafim Todorov                      | Floyd Mayweather                     |
| 2000 Sydney          | Bekzat Sattarkhanov                  | Ricardo Juarez                       | Kamil Djamaloudinov                  |
| 2000 Sydney          | Bekzat Sattarkhanov                  | Ricardo Juarez                       | Tahar Tamsamani                      |
| 2004 Atenes          | Aleksei Tishchenko                   | Kim Song-Guk                         | Jo Seok-Hwan                         |
| 2004 Atenes          | Aleksei Tishchenko                   | Kim Song-Guk                         | Vitali Tajbert                       |
| 2008 Pequín          | Vasyl Lomachenko                     | Khedafi Djelkhir                     | Yakup Kılıç                          |
| 2008 Pequín          | Vasyl Lomachenko                     | Khedafi Djelkhir                     | Shahin Imranov                       |

##### Pes superlleuger
- 60-63.5 kg (1952-2000)
- 60-64 kg (2004-2016)

| Edició               | Or                   | Argent              | Bronze               |
| 1952 Hèlsinki        | Charles Adkins       | Viktor Mednov       | Erkki Mallenius      |
| 1952 Hèlsinki        | Charles Adkins       | Viktor Mednov       | Bruno Visintin       |
| 1956 Melbourne       | Vladimir Yengibaryan | Franco Nenci        | C. Dumitrescu        |
| 1956 Melbourne       | Vladimir Yengibaryan | Franco Nenci        | Henry Loubscher      |
| 1960 Roma            | Bohumil Němeček      | Clement Quartey     | Quincey Daniels      |
| 1960 Roma            | Bohumil Němeček      | Clement Quartey     | Marian Kasprzyk      |
| 1964 Tòquio          | Jerzy Kulej          | Yevgeny Frolov      | Eddie Blay           |
| 1964 Tòquio          | Jerzy Kulej          | Yevgeny Frolov      | Habib Galhia         |
| 1968 Ciutat de Mèxic | Jerzy Kulej          | Enrique Requeiferos | Arto Nilsson         |
| 1968 Ciutat de Mèxic | Jerzy Kulej          | Enrique Requeiferos | James Wallington     |
| 1972 Múnic           | Ray Seales           | Angel Angelov       | Issaka Daborg        |
| 1972 Múnic           | Ray Seales           | Angel Angelov       | Zvonimir Vujin       |
| 1976 Mont-real       | Ray Leonard          | Andrés Aldama       | Vladimir Kolev       |
| 1976 Mont-real       | Ray Leonard          | Andrés Aldama       | Kazimierz Szczerba   |
| 1980 Moscou          | Patrizio Oliva       | Serik Konakbayev    | José Aguilar         |
| 1980 Moscou          | Patrizio Oliva       | Serik Konakbayev    | Tony Willis          |
| 1984 Los Angeles     | Jerry Page           | Dhawee Umponmaha    | Mircea Fulger        |
| 1984 Los Angeles     | Jerry Page           | Dhawee Umponmaha    | Mirko Puzović        |
| 1988 Seül            | V. Yanovskiy         | Grahame Cheney      | Reiner Gies          |
| 1988 Seül            | V. Yanovskiy         | Grahame Cheney      | Lars Myrberg         |
| 1992 Barcelona       | Héctor Vinent        | Mark Leduc          | Leonard Doroftei     |
| 1992 Barcelona       | Héctor Vinent        | Mark Leduc          | Jyri Kjäll           |
| 1996 Atlanta         | Héctor Vinent        | Oktay Urkal         | Fethi Missaoui       |
| 1996 Atlanta         | Héctor Vinent        | Oktay Urkal         | Bolat Niyazymbetov   |
| 2000 Sydney          | M. Abdoollayev       | Ricardo Williams    | Mohamed Allalou      |
| 2000 Sydney          | M. Abdoollayev       | Ricardo Williams    | Diógenes Luna        |
| 2004 Atenes          | Manus Boonjumnong    | Yudel Cedeno        | Boris Georgiev       |
| 2004 Atenes          | Manus Boonjumnong    | Yudel Cedeno        | Ionuţ Gheorghe       |
| 2008 Pequín          | Manuel Félix Díaz    | Manus Boonjumnong   | Roniel Iglesias      |
| 2008 Pequín          | Manuel Félix Díaz    | Manus Boonjumnong   | Alexis Vastine       |
| 2012 Londres         | Roniel Iglesias      | Denys Berinchyk     | Vincenzo Mangiacapre |
| 2012 Londres         | Roniel Iglesias      | Denys Berinchyk     | U. Mönkh-Erdene      |
| 2016 Rio             | Roniel Iglesias      | Lorenzo Sotomayor   | Vitaly Dunaytsev     |
| 2016 Rio             | Roniel Iglesias      | Lorenzo Sotomayor   | Artem Harutyunyan    |

##### Pes superwèlter
- 67-71 kg (1952-2000)

| Edició               | Or                 | Argent            | Bronze              |
| 1952 Hèlsinki        | László Papp        | Theunis Schalkwyk | Eladio Herrera      |
| 1952 Hèlsinki        | László Papp        | Theunis Schalkwyk | Boris Tishin        |
| 1956 Melbourne       | László Papp        | José Torres       | John McCormack      |
| 1956 Melbourne       | László Papp        | José Torres       | Z. Pietrzykowski    |
| 1960 Roma            | Wilbert McClure    | Carmelo Bossi     | William Fisher      |
| 1960 Roma            | Wilbert McClure    | Carmelo Bossi     | Boris Lagutin       |
| 1964 Tòquio          | Boris Lagutin      | Joseph Gonzales   | Józef Grzesiak      |
| 1964 Tòquio          | Boris Lagutin      | Joseph Gonzales   | Nojim Maiyegun      |
| 1968 Ciutat de Mèxic | Boris Lagutin      | Rolando Garbey    | John Baldwin        |
| 1968 Ciutat de Mèxic | Boris Lagutin      | Rolando Garbey    | Günther Meier       |
| 1972 Múnic           | Dieter Kottysch    | Wiesław Rudkowski | Alan Minter         |
| 1972 Múnic           | Dieter Kottysch    | Wiesław Rudkowski | Peter Tiepold       |
| 1976 Mont-real       | Jerzy Rybicki      | Tadija Kačar      | Rolando Garbey      |
| 1976 Mont-real       | Jerzy Rybicki      | Tadija Kačar      | Viktor Savchenko    |
| 1980 Moscou          | Armando Martínez   | Aleksandr Koshkyn | Ján Franek          |
| 1980 Moscou          | Armando Martínez   | Aleksandr Koshkyn | Detlef Kästner      |
| 1984 Los Angeles     | Frank Tate         | Shawn O'Sullivan  | Christophe Tiozzo   |
| 1984 Los Angeles     | Frank Tate         | Shawn O'Sullivan  | Manfred Zielonka    |
| 1988 Seül            | Park Si-Hun        | Roy Jones         | Ray Downey          |
| 1988 Seül            | Park Si-Hun        | Roy Jones         | Richie Woodhall     |
| 1992 Barcelona       | Juan Carlos Lemus  | Orhan Delibas     | György Mizsei       |
| 1992 Barcelona       | Juan Carlos Lemus  | Orhan Delibas     | Robin Reid          |
| 1996 Atlanta         | David Reid         | Alfredo Duvergal  | Yermakhan Ibraimov  |
| 1996 Atlanta         | David Reid         | Alfredo Duvergal  | Karim Tulaganov     |
| 2000 Sydney          | Yermakhan Ibraimov | Marian Simion     | Jermain Taylor      |
| 2000 Sydney          | Yermakhan Ibraimov | Marian Simion     | Pornchai Thongburan |

##### Pes semipesant
- 160-175 lb/72.6-79.4 kg (1920-1936)
- 73-80 kg (1948)
- 75-81 kg (1952-2020)

| Edició               | Or                  | Argent               | Bronze                |
| 1920 Anvers          | Eddie Eagan         | Sverre Sørsdal       | Harold Franks         |
| 1924 París           | Harry Mitchell      | Thyge Petersen       | Sverre Sørsdal        |
| 1928 Amsterdam       | Víctor Avendaño     | Ernst Pistulla       | Karel Miljon          |
| 1932 Los Angeles     | David Carstens      | Gino Rossi           | Peter Jørgensen       |
| 1936 Berlín          | Roger Michelot      | Richard Vogt         | Francisco Risiglione  |
| 1948 Londres         | George Hunter       | Donald Scott         | Maurio Cia            |
| 1952 Hèlsinki        | Norvel Lee          | Antonio Pacenza      | Anatoly Perov         |
| 1952 Hèlsinki        | Norvel Lee          | Antonio Pacenza      | Harri Siljander       |
| 1956 Melbourne       | James Boyd          | Gheorghe Negrea      | Carlos Lucas          |
| 1956 Melbourne       | James Boyd          | Gheorghe Negrea      | Romualdas Murauskas   |
| 1960 Roma            | Cassius Clay        | Z. Pietrzykowski     | Anthony Madigan       |
| 1960 Roma            | Cassius Clay        | Z. Pietrzykowski     | Giulio Saraudi        |
| 1964 Tòquio          | Cosimo Pinto        | Aleksei Kiselyov     | Alexander Nikolov     |
| 1964 Tòquio          | Cosimo Pinto        | Aleksei Kiselyov     | Z. Pietrzykowski      |
| 1968 Ciutat de Mèxic | Danas Pozniakas     | Ion Monea            | Stanisław Dragan      |
| 1968 Ciutat de Mèxic | Danas Pozniakas     | Ion Monea            | Georgi Stankov        |
| 1972 Múnic           | Mate Parlov         | Gilberto Carrillo    | Janusz Gortat         |
| 1972 Múnic           | Mate Parlov         | Gilberto Carrillo    | Isaac Ikhouria        |
| 1976 Mont-real       | Leon Spinks         | Sixto Soria          | Kostica Dafinoiu      |
| 1976 Mont-real       | Leon Spinks         | Sixto Soria          | Janusz Gortat         |
| 1980 Moscou          | Slobodan Kačar      | Paweł Skrzecz        | Herbert Bauch         |
| 1980 Moscou          | Slobodan Kačar      | Paweł Skrzecz        | Ricardo Rojas         |
| 1984 Los Angeles     | Anton Josipovic     | Kevin Barry          | Evander Holyfield     |
| 1984 Los Angeles     | Anton Josipovic     | Kevin Barry          | Mustapha Moussa       |
| 1988 Seül            | Andrew Maynard      | N. Shanavazov        | Henryk Petrich        |
| 1988 Seül            | Andrew Maynard      | N. Shanavazov        | Damir Škaro           |
| 1992 Barcelona       | Torsten May         | R. Zaulychnyi        | Wojciech Bartnik      |
| 1992 Barcelona       | Torsten May         | R. Zaulychnyi        | Zoltán Béres          |
| 1996 Atlanta         | Vassiliy Jirov      | Lee Seung-Bae        | Antonio Tarver        |
| 1996 Atlanta         | Vassiliy Jirov      | Lee Seung-Bae        | Thomas Ulrich         |
| 2000 Sydney          | Aleksandr Lebziak   | Rudolf Kraj          | Andriy Fedchuk        |
| 2000 Sydney          | Aleksandr Lebziak   | Rudolf Kraj          | Sergey Mihaylov       |
| 2004 Atenes          | Andre Ward          | Magomed Aripgadjiev  | Utkirbek Haydarov     |
| 2004 Atenes          | Andre Ward          | Magomed Aripgadjiev  | Ahmed Ismail          |
| 2008 Pequín          | Zhang Xiaoping      | Kenneth Egan         | Tony Jeffries         |
| 2008 Pequín          | Zhang Xiaoping      | Kenneth Egan         | Yerkebulan Shynaliyev |
| 2012 Londres         | Egor Mekhontsev     | Adilbek Niyazymbetov | Yamaguchi Falcão      |
| 2012 Londres         | Egor Mekhontsev     | Adilbek Niyazymbetov | Oleksandr Gvozdyk     |
| 2016 Rio             | Julio César La Cruz | Adilbek Niyazymbetov | Mathieu Bauderlique   |
| 2016 Rio             | Julio César La Cruz | Adilbek Niyazymbetov | Joshua Buatsi         |
| 2020 Tòquio          | Arlen López         | Benjamin Whittaker   | Loren Alfonso         |
| 2020 Tòquio          | Arlen López         | Benjamin Whittaker   | Imam Khataev          |